# Peer Jobs
Peer Arwed Jobs, född 14 maj 1913 i Falun, död 19 december 1989 i Västanvik, var en svensk textilkonstnär och keramiker.
Han var son till musikern Anders Jobs och Elisabet Wisén och gift med Harriet Uhlén. Han var bror till Lisskulla, Lisbet, Gitt och Gocken Jobs. Han arbetade först en tid med keramik tillsammans med sina systrar innan han övergick till textilkonst. Han etablerade en egen ateljé i Västanvik där han ägnade sig framför allt av tygtryck först i blockteknik och senare med screen-printing. Bland annat tryckte han sina systrars mönster där.